# 尼娜·埃勒
尼娜·埃勒（1980年4月28日—）是一位德國女色情演員、模特兒和舞者。埃勒出生於路德維希港，戶籍地在萊茵蘭-普法茲。她於2013年進入成人業，至今已演過超過200部影片。
2014年，埃勒受訪時，透露自己的34DD的巨乳是隆過的；此外，她被問及性向時，表示「說實話，我還是更加喜歡男人。我不介意女孩，我喜歡那些有著大奶、火辣、金發碧眼的，但我主要還是（喜歡）男人。」
埃勒憑藉著《Nina Elle is the ArchAngel》一片而於2016年入圍了AVN獎。